# La Chapelle-Saint-Ursin
La Chapelle-Saint-Ursin település Franciaországban, Cher megyében. Lakosainak száma 3687 fő (2022. január 1.). La Chapelle-Saint-Ursin Bourges, Marmagne, Morthomiers és Le Subdray községekkel határos.

## Népesség
A település népessége az elmúlt években az alábbi módon változott:
| Lakosok száma | 1326 | 2430 | 2890 | 3206 | 3331 | 3407 | 3542 | 3663 | 3674 | 3687 |
|               | 1968 | 1982 | 1990 | 2006 | 2013 | 2015 | 2017 | 2019 | 2020 | 2022 |